# Ораціо Борджанні
Ора́ціо Борджа́нні (італ. Orazio Borgianni; 1578, Рим — 1616, там само) — італійський живописець.

## Біографія
Народився у Римі в родині тесляра. Ймовірно, там і навчався живопису, на формування його раннього стилю значний вплив мав живопис Якопо Тінторетто.
З 1598 по 1606 роки художник працював в Іспанії. В ці роки його манера тяжіє до естетики Ель Греко, однак колорит картин відрізняється більшою стриманістю і похмурістю. Повернувшись до Риму, художник активно працював на замовлення церкви, роблячи стінописи у міських храмах. Римський період творчості Борджанні несе помітний вплив Караваджо: на художника справив велике враження брутальний натуралізм його полотен.
В основному Борджанні писав картини на євангельські теми, сюжети з життя святих, образи Мадонни. В останні роки життя він віддав данину жанру портрета, створивши низку образів сучасників. Його пензлю належить «Автопортрет» (1615), написаний у найкращих традиціях європейського живопису.
Художник помер в Римі у 1616 році.

## Обрані твори

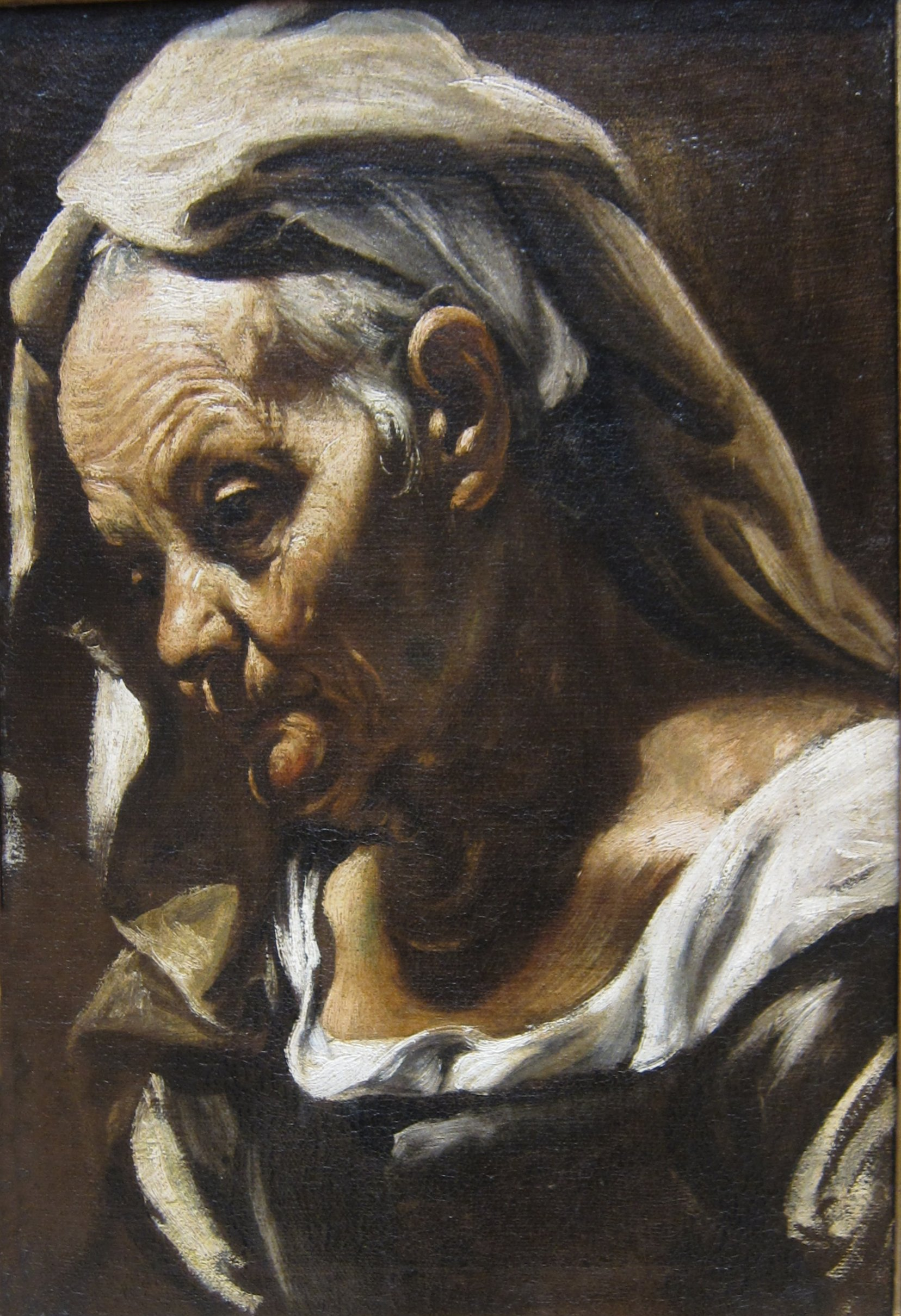
Ораціо Борджанні. «Голівка старої», до 1615 р.
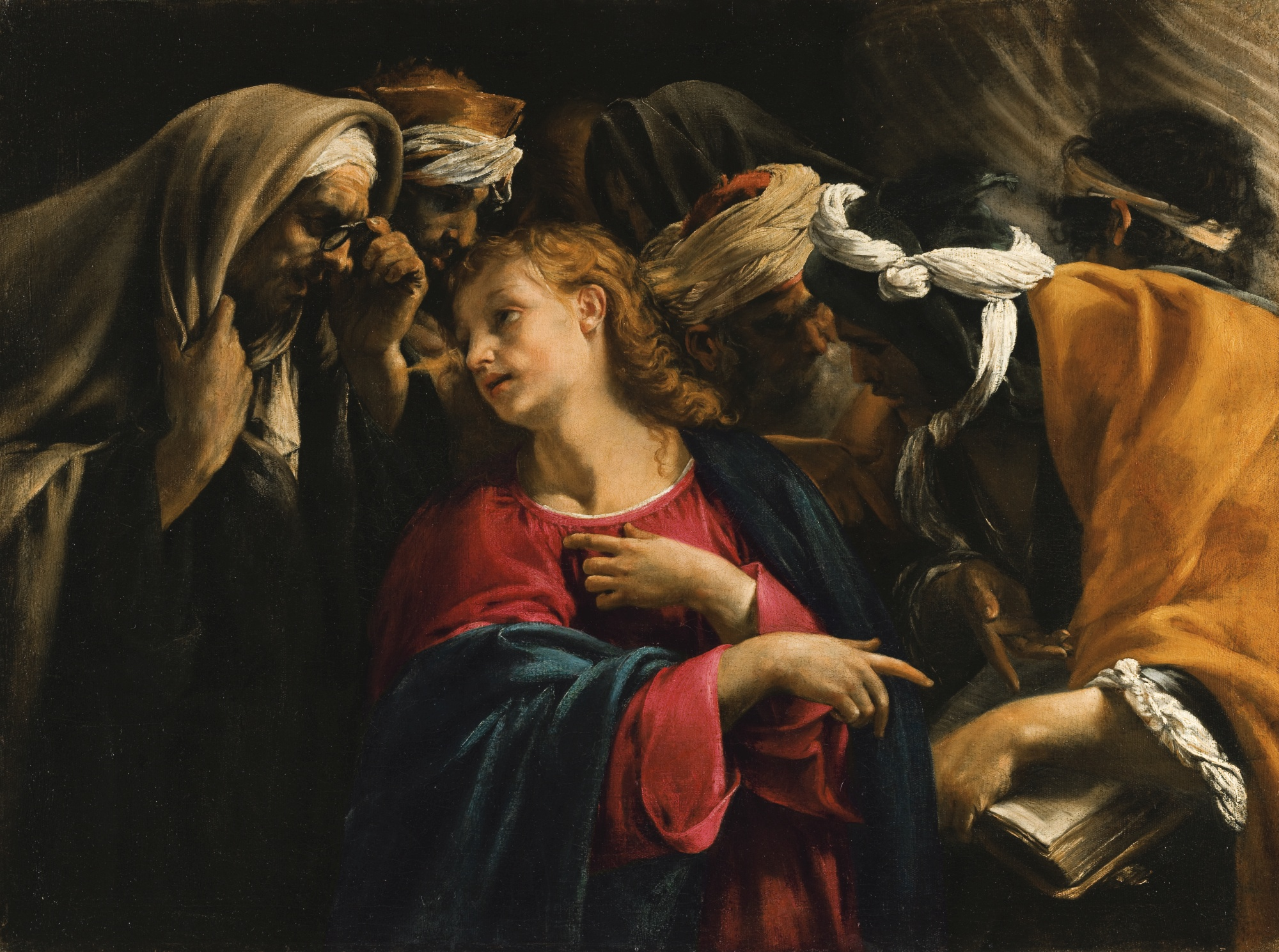
Ораціо Борджанні. «Підліток Христос серед книжників в храмі»
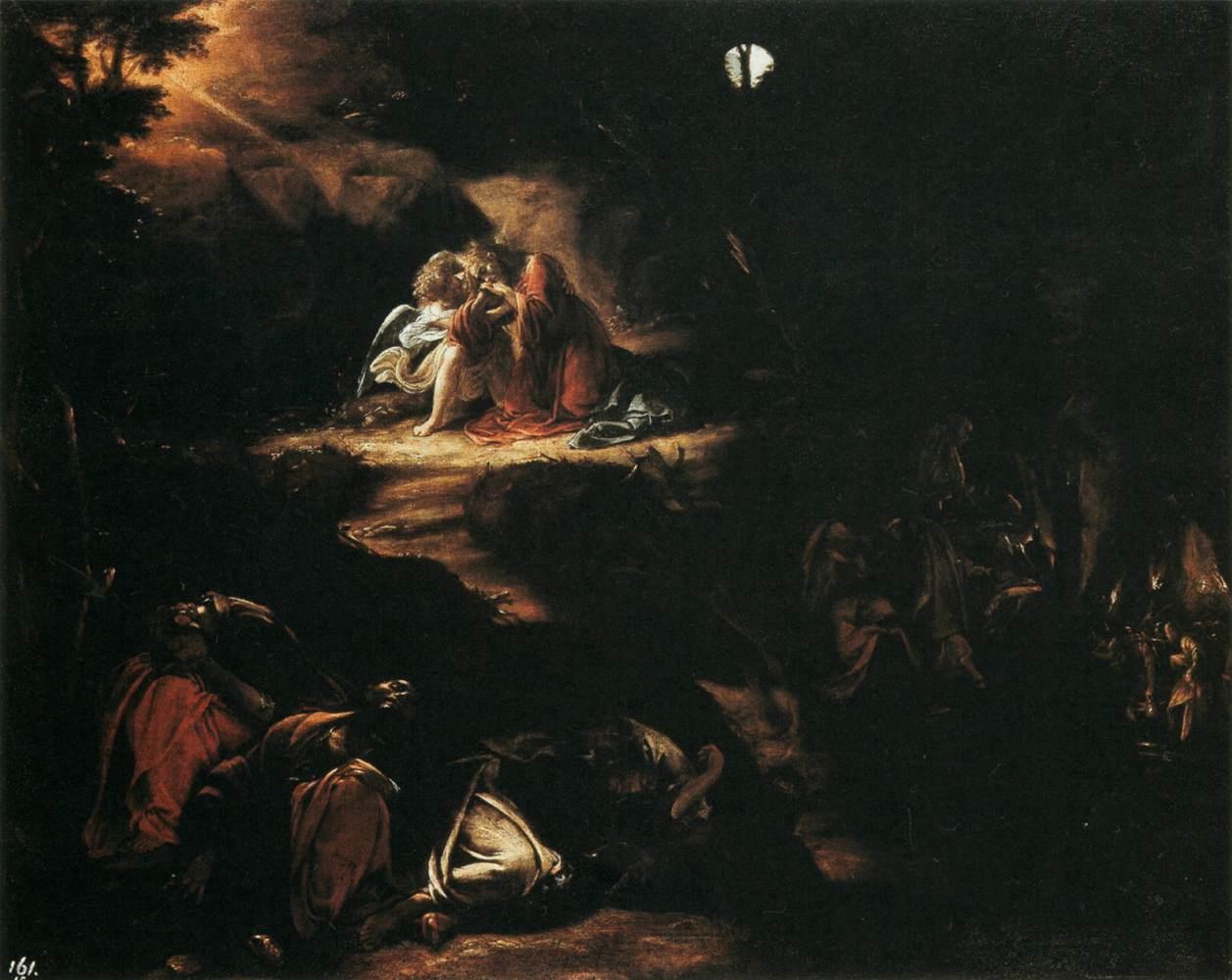
Ораціо Борджанні. «Моління про чашу» або «Христос у Гетсиманському саду», бл. 1610 р. Музей герцога Антона Ульріха
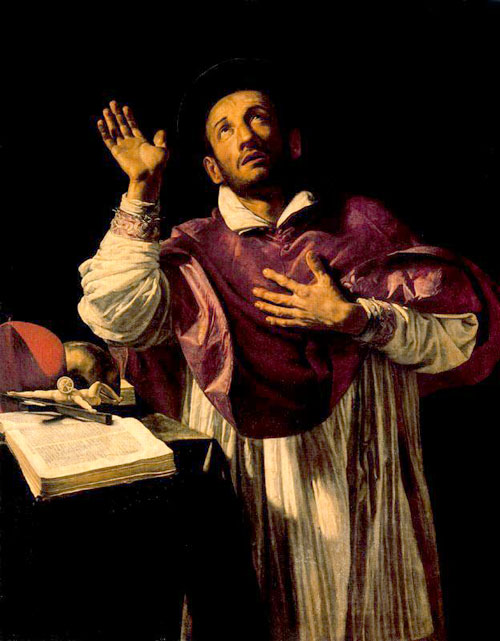
Ораціо Борджанні. «Св. Карло Борромео»
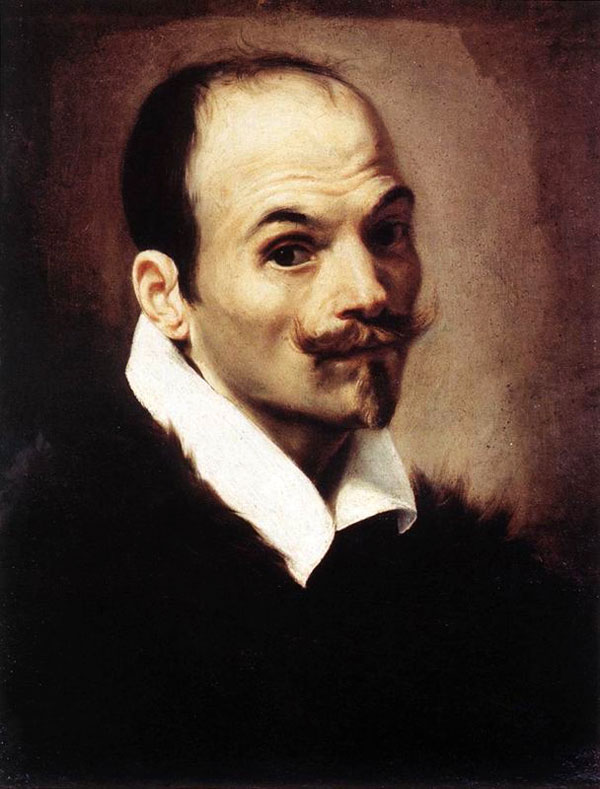
Ораціо Борджанні. «Автопортрет», 1615. Національна галерея старовинного мистецтва, Рим